# Liste neuseeländischer Inseln
Diese Liste neuseeländischer Inseln führt alle Inseln und Inselgruppen Neuseelands auf, die im offiziellen Kartenmaterial von Land Information New Zealand namentlich geführt sind.
Neben den zwei Hauptinseln North Island, 113.729 km² und South Island, 150.437 km² sowie die drittgrößte Insel Stewart Island, 1680 km², gehören eine Reihe von Inseln in der Nähe der Hauptinseln und die von Neuseeland teils sehr weit entfernt liegenden Outlying Islands zum Staatsgebiet von Neuseeland. Des Weiteren sind einige Inselgruppen politisch mit Neuseeland assoziiert, aber nicht Teil des neuseeländischen Staatsgebietes. Hinzu kommen eine Reihe von arktischen Inseln, auf die Neuseeland völkerrechtlich nicht anerkannte Ansprüche erhebt.
In dieser Liste werden auch Binneninseln aufgeführt und entsprechend mit dem Kürzel in der zweiten Spalte „BI“ kenntlich gemacht.

## Liste Inseln und Inselgruppen
| Schnellnavigation: A B C D E F G H I J K L M N O P Q R S T U V W – Offshore Islands – Selbstverwaltete Territorien – Ross-Nebengebiet |
| --- |

| Insel / Inselgruppe                         | BI | Gewässer                                                                                         | Region            | gehört zur Inselgruppe                                 | Größe (Hektar) | zus. Name oder Anmerkungen                                             |  |
| ------------------------------------------- | -- | ------------------------------------------------------------------------------------------------ | ----------------- | ------------------------------------------------------ | -------------- | ---------------------------------------------------------------------- |  |
| A                                           |    |                                                                                                  |                   |                                                        |                |                                                                        |  |
| Aiguilles Island                            |    | Pazifischer Ozean                                                                                | Northland         |                                                        | 75,0           |                                                                        |  |
| Allports Island                             |    | Queen Charlotte Sound                                                                            | Marlborough       |                                                        | 16,0           |                                                                        |  |
| Amerikiwhati Island                         |    | Queen Charlotte Sound                                                                            | Marlborough       |                                                        | 0,7            |                                                                        |  |
| Anatakupu Island                            |    | Tasmansee                                                                                        | Marlborough       |                                                        | 0,4            |                                                                        |  |
| Anchor Island                               |    | Tamatea / Dusky Sound                                                                            | Southland         |                                                        | 1.380,0        |                                                                        |  |
| Anchorage Island (Neuseeland)               |    | Port Pegasus, Stewart Island                                                                     | Southland         |                                                        | 140,0          |                                                                        |  |
| Aorangaia Island                            |    | Pazifischer Ozean                                                                                | Northland         | Poor Knights Islands                                   | 5,3            |                                                                        |  |
| Aorangi Island                              |    | Pazifischer Ozean                                                                                | Northland         | Poor Knights Islands                                   | 101,0          |                                                                        |  |
| Arakaninihi Island                          |    | Pazifischer Ozean                                                                                | Northland         |                                                        | 0,4            |                                                                        |  |
| Araara Island                               |    | Pazifischer Ozean                                                                                | Northland         | Marotere Islands und Hen and Chickens Islands          | 1,8            |                                                                        |  |
| Arapaoa Island                              |    | Queen Charlotte Sound Tory Channel / Kura Te Au Cook Strait                                      | Marlborough       |                                                        | 7.500,0        | vor August 2014 Arapawa Island genannt                                 |  |
| Archway Island                              |    | Pazifischer Ozean                                                                                | Northland         | Poor Knights Islands                                   | 6,6            |                                                                        |  |
| Archway Islands                             |    | Tasmansee                                                                                        | Tasman            |                                                        | 7,2            |                                                                        |  |
| Aroha Island                                |    | Tasman Bay                                                                                       | Nelson            |                                                        | 5,0            |                                                                        |  |
| Arrow Rock (Neuseeland)                     |    | Tasman Bay                                                                                       | Nelson            |                                                        | 0,1            | Fifeshire Rock                                                         |  |
| Atihau Island                               |    | Pazifischer Ozean                                                                                | Auckland          | Flax Islands                                           | 15,4           |                                                                        |  |
| B                                           |    |                                                                                                  |                   |                                                        |                |                                                                        |  |
| Barn Islands (Neuseeland)                   |    | Barn Bay, Tasmansee                                                                              | West Coast        |                                                        | 0,9            |                                                                        |  |
| Bauza Island                                | BI | Doubtful Sound/Patea                                                                             | Southland         |                                                        | 379,0          |                                                                        |  |
| Beehive Island (Neuseeland)                 |    | Hauraki Gulf                                                                                     | Auckland          |                                                        | 5,7            |                                                                        |  |
| Belle Vue Island                            | BI | Lake Manapouri                                                                                   | Southland         |                                                        | 0,9            |                                                                        |  |
| Bench Island                                |    | Pazifischer Ozean vor Stewart Island                                                             | Southland         |                                                        | 175,5          | Rarotoka                                                               |  |
| Betsy Island                                |    | Pazifischer Ozean vor Stewart Island                                                             | Southland         | Boat Group                                             | 5,0            |                                                                        |  |
| Big Hump                                    |    | Pazifischer Ozean                                                                                | Waikato           | The Aldermen Islands                                   | 1,1            |                                                                        |  |
| Big Island (Neuseeland)                     |    | Pazifischer Ozean vor Stewart Island                                                             | Southland         | Boat Group                                             | 22,0           |                                                                        |  |
| Bird Island (Southland)                     |    | Foveaux Strait                                                                                   | Southland         |                                                        | 22,0           |                                                                        |  |
| Bird Rock (Mokohinau Islands)               |    | Pazifischer Ozean                                                                                | Auckland          | Flax Islands                                           | 0,2            |                                                                        |  |
| Bird Rocks (Neuseeland)                     |    | Katherine Bay Great Barrier Island                                                               | Auckland          |                                                        | 0,3            |                                                                        |  |
| Breaksea Island (Neuseeland)                |    | Tasmansee                                                                                        | Southland         |                                                        | 152,0          |                                                                        |  |
| Breaksea Islands (Neuseeland)               |    | Pazifischer Ozean vor Stewart Island                                                             | Southland         |                                                        | 57,0           |                                                                        |  |
| Blumine Island                              | BI | Queen Charlotte Sound                                                                            | Marlborough       |                                                        | 394,0          |                                                                        |  |
| Bream Islands                               |    | Pazifischer Ozean                                                                                | Northland         |                                                        | 7,2            |                                                                        |  |
| Broken Islands (Hauraki Gulf)               |    | Hauraki Gulf                                                                                     | Auckland          |                                                        | 130,0          |                                                                        |  |
| Buncrana Island                             | BI | Lake Manapouri                                                                                   | Southland         |                                                        | 3,9            |                                                                        |  |
| Bunker Islets                               |    | Pazifischer Ozean vor Stewart Island                                                             | Southland         |                                                        | 9,8            |                                                                        |  |
| Burgess Island (Neuseeland)                 |    | Pazifischer Ozean                                                                                | Auckland          | Flax Islands                                           | 61,6           | Pokohinu                                                               |  |
| C                                           |    |                                                                                                  |                   |                                                        |                |                                                                        |  |
| Castle Island (Neuseeland)                  |    | Pazifischer Ozean                                                                                | Waikato           |                                                        | 1,3            |                                                                        |  |
| Cavalli Islands                             |    | Pazifischer Ozean                                                                                | Northland         |                                                        | 3.810,0        |                                                                        |  |
| Centre Island (Lake Te Anau)                | BI | Lake Te Anau                                                                                     | Southland         |                                                        | 12,2           |                                                                        |  |
| Casnell Island                              | BI | Mahurangi Harbour                                                                                | Auckland          |                                                        | 5,4            |                                                                        |  |
| Chalky Island (Neuseeland)                  | BI | Taiari / Chalky Inlet                                                                            | Southland         |                                                        | 475,0          |                                                                        |  |
| Chasm Island (Neuseeland)                   |    | Pazifischer Ozean                                                                                | Otago             |                                                        | 2,1            |                                                                        |  |
| Chetwode Islands                            |    | Tasmansee                                                                                        | Marlborough       |                                                        | 280,0          |                                                                        |  |
| Coal Island (Neuseeland)                    | BI | Rakituma / Preservation Inlet Otago Retreat                                                      | Southland         |                                                        | 1.189,0        |                                                                        |  |
| Codfish Island / Whenua Hou                 |    | Pazifischer Ozean vor Stewart Island                                                             | Southland         |                                                        | 1.400,0        | Whenua Hou                                                             |  |
| Colyers Island                              | BI | Bluff Harbour                                                                                    | Southland         |                                                        | 15,5           |                                                                        |  |
| Cone Island (Marlborough)                   |    | Manuhakapakapa Tasmansee                                                                         | Marlborough       |                                                        | 0,3            |                                                                        |  |
| Cone Island (Northland)                     |    | Pazifischer Ozean                                                                                | Northland         |                                                        | 5,7            |                                                                        |  |
| Cooper Island (Neuseeland)                  | BI | Tamatea / Dusky Sound                                                                            | Southland         |                                                        | 1.730,0        |                                                                        |  |
| Coppermine Island                           |    | Pazifischer Ozean                                                                                | Northland         | Marotere Islands und Hen and Chickens Islands          | 73,0           | Mauipae Island                                                         |  |
| Cording Islands                             | BI | Rakituma / Preservation Inlet                                                                    | Southland         |                                                        | 37,8           |                                                                        |  |
| Cow Island (Southland)                      |    | Pazifischer Ozean                                                                                | Southland         |                                                        | 5,3            |                                                                        |  |
| Cow Island (Waikato)                        |    | Hauraki Gulf                                                                                     | Waikato           |                                                        | 1,0            |                                                                        |  |
| Cuvier Island                               |    | Pazifischer Ozean                                                                                | Waikato           |                                                        | 184,0          |                                                                        |  |
| D                                           |    |                                                                                                  |                   |                                                        |                |                                                                        |  |
| Dog Island (Southland)                      |    | Foveaux Strait                                                                                   | Southland         |                                                        | 27,5           |                                                                        |  |
| Double Island (Neuseeland)                  |    | Pazifischer Ozean                                                                                | Waikato           | Mercury Islands                                        | 27,0           | Moturehu                                                               |  |
| Doubtful Island                             | BI | Lake Te Anau                                                                                     | Southland         |                                                        | 128,5          |                                                                        |  |
| Dome Islands (Neuseeland)                   | BI | Lake Te Anau                                                                                     | Southland         |                                                        | 17,9           |                                                                        |  |
| Dragon Island                               |    | Pazifischer Ozean                                                                                | Auckland          |                                                        | 4,0            |                                                                        |  |
| E                                           |    |                                                                                                  |                   |                                                        |                |                                                                        |  |
| East Island (Neuseeland)                    |    | Pazifischer Ozean                                                                                | Gisborne          |                                                        | 13,0           |                                                                        |  |
| Elizabeth Island (Neuseeland)               | BI | Doubtful Sound/Patea                                                                             | Southland         |                                                        | 60,6           |                                                                        |  |
| Entrance Island (Lake Te Anau)              | BI | Lake Te Anau                                                                                     | Southland         |                                                        | 28,9           |                                                                        |  |
| Entrance Island (Nancy Sound)               | BI | Hinenui / Nancy Sound                                                                            | Southland         |                                                        | 2,1            |                                                                        |  |
| Erin Island                                 | BI | Lake Te Anau                                                                                     | Southland         |                                                        | 66,9           |                                                                        |  |
| Ernest Island                               |    | Pazifischer Ozean vor Stewart Island                                                             | Southland         |                                                        | 15,9           |                                                                        |  |
| Ernest Islands                              |    | Pazifischer Ozean vor Stewart Island                                                             | Southland         |                                                        | 165,6          |                                                                        |  |
| F                                           |    |                                                                                                  |                   |                                                        |                |                                                                        |  |
| Fanal Island                                |    | Pazifischer Ozean                                                                                | Auckland          | Mokohinau Islands                                      | 74,9           | Motukino                                                               |  |
| Fergusson Island (Neuseeland)               | BI | Doubtful Sound/Patea                                                                             | Southland         |                                                        | 11,8           |                                                                        |  |
| Fisherman Island (Neuseeland)               |    | Tasman Bay                                                                                       | Tasman            |                                                        | 5,6            |                                                                        |  |
| Flat Island (Waikato)                       |    | Pazifischer Ozean                                                                                | Waikato           |                                                        | 3,6            |                                                                        |  |
| Flat Island (Northland)                     |    | Pazifischer Ozean                                                                                | Northland         |                                                        | 38,0           |                                                                        |  |
| Flax Islands                                |    | Pazifischer Ozean                                                                                | Auckland          | Mokohinau Islands                                      | 87,5           |                                                                        |  |
| Forsyth Island (Neuseeland)                 |    | Forsyth Bay, Tasmansee                                                                           | Marlborough       |                                                        | 815,0          | Te Paruparu                                                            |  |
| Frenchies Island                            | BI | Totara Lagoon                                                                                    | West Coast        |                                                        | 37,4           |                                                                        |  |
| G                                           |    |                                                                                                  |                   |                                                        |                |                                                                        |  |
| Garden Islands                              | BI | South Port                                                                                       | Southland         |                                                        | 7,6            |                                                                        |  |
| Glasgow Island                              |    | Cook Strait                                                                                      | Marlborough       |                                                        | 2,0            |                                                                        |  |
| Goat Island (Auckland)                      |    | Jellicoe Channel Pazifischer Ozean                                                               | Auckland          |                                                        | 1,2            | Te Hāwere-a-Maki (Anmerkung: Name der Insel muss noch geändert werden) |  |
| Goat Island (Otago)                         | BI | Otago Harbour                                                                                    | Otago             |                                                        | 4,4            |                                                                        |  |
| Great Barrier Island                        |    | Hauraki Gulf Pazifischer Ozean                                                                   | Auckland          |                                                        | 28.500,0       | Aotea                                                                  |  |
| Great Island (Neuseeland)                   | BI | Taiari / Chalky Inlet                                                                            | Southland         |                                                        | 727,8          |                                                                        |  |
| Great Mercury Island                        |    | Pazifischer Ozean                                                                                | Waikato           | Mercury Islands                                        | 1.872,0        | Ahuahu                                                                 |  |
| Green Island (Otago)                        |    | Pazifischer Ozean                                                                                | Otago             |                                                        | 3,4            |                                                                        |  |
| Green Island (Southland)                    |    | Pazifischer Ozean                                                                                | Southland         |                                                        | 77,5           |                                                                        |  |
| Green Island (Waikato)                      |    | Pazifischer Ozean                                                                                | Waikato           | Mercury Islands                                        | 4,0            |                                                                        |  |
| Gropher Island                              |    | Hauraki Gulf                                                                                     | Auckland          | Mokohinau Islands                                      | 3,0            | Tatapihi                                                               |  |
| Green Islets                                |    | Pazifischer Ozean                                                                                | Southland         |                                                        | 5,5            |                                                                        |  |
| Guano Island (Neuseeland)                   |    | Pazifischer Ozean                                                                                | Northland         | Bream Islands                                          | 1,1            |                                                                        |  |
| H                                           |    |                                                                                                  |                   |                                                        |                |                                                                        |  |
| Half Island                                 |    | Pazifischer Ozean                                                                                | Waikato           | The Aldermen Islands                                   | 1,3            |                                                                        |  |
| Hamaruru Island                             |    | Pazifischer Ozean                                                                                | Northland         | Cavalli Islands                                        | 7,3            |                                                                        |  |
| Hanata Island                               |    | Tasman Bay                                                                                       | West Coast        |                                                        | 0,5            |                                                                        |  |
| Harakeke Island                             |    | Pazifischer Ozean                                                                                | Northland         |                                                        | 11,5           |                                                                        |  |
| Haraweka Island                             |    | Pazifischer Ozean                                                                                | Northland         | Cavalli Islands                                        | 6,2            |                                                                        |  |
| Haulashore Island                           |    | Tasman Bay                                                                                       | Nelson            |                                                        | 5,7            |                                                                        |  |
| Hen and Chickens Islands                    |    | Pazifischer Ozean                                                                                | Northland         |                                                        | 876,0          |                                                                        |  |
| Herekopare Island                           |    | Pazifischer Ozean                                                                                | Southland         | Titi/Muttonbird Islands nordöstlich von Stewart Island | 25,0           |                                                                        |  |
| Hidden Island                               | BI | Lake Wakatipu                                                                                    | Otago             |                                                        | 0,2            |                                                                        |  |
| Hokoromea Island                            |    | Pazifischer Ozean                                                                                | Auckland          | Flax Islands                                           | 10,5           |                                                                        |  |
| Holmwood Island                             | BI | Lake Manapouri                                                                                   | Southland         |                                                        | 16,2           |                                                                        |  |
| Hongiora                                    |    | Pazifischer Ozean                                                                                | Waikato           | The Aldermen Islands                                   | 15,1           |                                                                        |  |
| Horomamae/Owen Island                       |    | Pazifischer Ozean Stewart Island                                                                 | Southland         |                                                        | 34,2           |                                                                        |  |
| Horonui Island                              |    | Pazifischer Ozean                                                                                | Northland         | Cavalli Islands                                        | 0,7            |                                                                        |  |
| I                                           |    |                                                                                                  |                   |                                                        |                |                                                                        |  |
| Inch Clutha                                 | BI | Clutha River/Mata-Au, Clutha River / Koau Branch, Clutha River / Matau Branch, Pazifischer Ozean | Otago             |                                                        | 2.938,0        |                                                                        |  |
| Indian Island (Neuseeland)                  | BI | Tamatea / Dusky Sound                                                                            | Southland         |                                                        | 169,0          |                                                                        |  |
| Isolde Island                               | BI | Lake Manapouri                                                                                   | Southland         |                                                        | 3,6            |                                                                        |  |
| J                                           |    |                                                                                                  |                   |                                                        |                |                                                                        |  |
| Jacky Lee Island                            |    | Pazifischer Ozean                                                                                | Southland         | Titi/Muttonbird Islands nordöstlich von Stewart Island | 30,0           |                                                                        |  |
| Joeys Island                                | BI | Bluff Harbour                                                                                    | Southland         |                                                        | 10,0           |                                                                        |  |
| Junction Islands                            |    | Hauraki Gulf                                                                                     | Auckland          |                                                        | 10,0           |                                                                        |  |
| K                                           |    |                                                                                                  |                   |                                                        |                |                                                                        |  |
| Kaihuka Island                              |    | Pazifischer Ozean                                                                                | Southland         | Breaksea Islands (Neuseeland)                          | 10,0           |                                                                        |  |
| Kaikoura Island                             |    | Hauraki Gulf                                                                                     | Auckland          |                                                        | 564,0          | Selwyn Island                                                          |  |
| Kaimohu Island                              |    | Pazifischer Ozean                                                                                | Southland         | Titi/Muttonbird Islands südwestlich von Stewart Island | 9,6            |                                                                        |  |
| Kaipohue Island                             | BI | Pārengarenga Harbour                                                                             | Northland         |                                                        | 14,0           |                                                                        |  |
| Kaiwhitu Island                             | BI | Kaipara Harbour                                                                                  | Northland         |                                                        | 4,4            |                                                                        |  |
| Kanetetoe Islands                           |    | Pazifischer Ozean                                                                                | Southland         | Titi/Muttonbird Islands nordöstlich von Stewart Island | 0,6            |                                                                        |  |
| Kapiti Island                               |    | Tasmansee                                                                                        | Wellington        |                                                        | 1.965,0        |                                                                        |  |
| Karamea (Hawke’s Bay)                       |    | Pazifischer Ozean                                                                                | Hawke’s Bay       |                                                        | 1,6            |                                                                        |  |
| Karamuramu Island                           |    | Tāmaki Strait                                                                                    | Auckland          |                                                        | 12,0           |                                                                        |  |
| Kawau Island                                |    | Hauraki Gulf                                                                                     | Auckland          |                                                        | 2.050,0        |                                                                        |  |
| Kinakina Island                             |    | Pazifischer Ozean                                                                                | Otago             |                                                        | 0,6            |                                                                        |  |
| Korapuki Island                             |    | Pazifischer Ozean                                                                                | Waikato           | Mercury Islands                                        | 18,0           |                                                                        |  |
| Kundy Island                                |    | Pazifischer Ozean                                                                                | Southland         | Boat Group                                             | 20,0           |                                                                        |  |
| L                                           |    |                                                                                                  |                   |                                                        |                |                                                                        |  |
| Lady Alice Island                           |    | Pazifischer Ozean                                                                                | Northland         | Marotere Islands und Hen and Chickens Islands          | 155,0          | Mauimua Island                                                         |  |
| Limestone Island                            |    | Whangārei Harbour                                                                                | Northland         |                                                        | 37,0           | Motu Matakohe                                                          |  |
| Lion Rock (Great Barrier Island)            |    | Pazifischer Ozean                                                                                | Auckland          |                                                        | 1,6            |                                                                        |  |
| Lion Rock (Piha Beach)                      |    | Tasmansee                                                                                        | Auckland          |                                                        | 3,6            |                                                                        |  |
| Little Island (Neuseeland)                  | BI | Taiari / Chalky Inlet                                                                            | Southland         |                                                        | 22,1           |                                                                        |  |
| Little Mahuki Island                        |    | Hauraki Gulf                                                                                     | Auckland          | Broken Islands (Hauraki Gulf)                          | 2,3            |                                                                        |  |
| Lizard Isle                                 |    | Pazifischer Ozean                                                                                | Auckland          | Flax Islands                                           | 1,2            |                                                                        |  |
| Long Island (Marlborough)                   | BI | Queen Charlotte Sound                                                                            | Marlborough       |                                                        | 141,0          |                                                                        |  |
| Long Island (Southland)                     | BI | Tamatea / Dusky Sound                                                                            | Southland         |                                                        | 1.920,0        |                                                                        |  |
| M                                           |    |                                                                                                  |                   |                                                        |                |                                                                        |  |
| Mahara Island                               | BI | Lake Manapouri                                                                                   | Southland         |                                                        | 18,3           |                                                                        |  |
| Mahuki Island                               |    | Hauraki Gulf                                                                                     | Auckland          | Broken Islands (Hauraki Gulf)                          | 45,0           | Anvil Island                                                           |  |
| Mahungarape Island                          |    | Mercury Bay                                                                                      | Waikato           |                                                        | 1,0            | Round Island                                                           |  |
| Mahurangi Island (Auckland)                 |    | Whangaparaoa Bay Hauraki Gulf                                                                    | Auckland          |                                                        | 0,6            |                                                                        |  |
| Mahurangi Island (Waikato)                  |    | Pazifischer Ozean                                                                                | Waikato           |                                                        | 21,0           | Goat Island                                                            |  |
| Makaro/Ward Island                          | BI | Wellington Harbour                                                                               | Wellington        |                                                        | 2,4            |                                                                        |  |
| Mana Island (Neuseeland)                    |    | Tasmansee                                                                                        | Wellington        |                                                        | 217,0          |                                                                        |  |
| Maori Rocks                                 |    | Pazifischer Ozean                                                                                | Auckland          | Mokohinau Islands                                      | 2,0            |                                                                        |  |
| Maria Island (The Noises)                   |    | Hauraki Gulf                                                                                     | Auckland          | The Noises                                             | 1,3            | Ruapuke Island                                                         |  |
| Marotere Islands                            |    | Pazifischer Ozean                                                                                | Northland         | Hen and Chickens Islands                               | 356,0          |                                                                        |  |
| Matapia Island                              |    | Tasmansee                                                                                        | Northland         |                                                        | 3,0            |                                                                        |  |
| Matakana Island                             |    | Bay of Plenty                                                                                    | Bay of Plenty     |                                                        | 6.000,0        |                                                                        |  |
| Matapara / Pickersgill Island               | BI | Queen Charlotte Sound East Bay Patten Passage                                                    | Marlborough       |                                                        | 100,0          |                                                                        |  |
| Matiu/Somes Island                          | BI | Wellington Harbour                                                                               | Wellington        |                                                        | 24,9           |                                                                        |  |
| Maud Island                                 | BI | Pelorus Sound / Te Hoiere                                                                        | Marlborough       |                                                        | 310,0          | Te Hoiere                                                              |  |
| Mauitaha Island (Marotere Islands)          |    | Pazifischer Ozean                                                                                | Northland         | Marotere Islands und Hen and Chickens Islands          | 22,0           | früher West Chicken Island                                             |  |
| Mauitaha Island (Bream Islands)             |    | Pazifischer Ozean                                                                                | Northland         | Bream Islands                                          | 4,1            |                                                                        |  |
| Mary Island (Neuseeland)                    | BI | Lake Hauroko                                                                                     | Southland         |                                                        | 100,5          |                                                                        |  |
| Mayne Islands                               |    | Kawau Bay                                                                                        | Auckland          |                                                        | 101,6          |                                                                        |  |
| Mayor Island / Tūhua                        |    | Bay of Plenty                                                                                    | Bay of Plenty     |                                                        | 1.277,0        | Tuhua                                                                  |  |
| Mercury Islands                             |    | Pazifischer Ozean                                                                                | Waikato           |                                                        | 2.259,0        |                                                                        |  |
| Middle Island (Neuseeland)                  |    | Pazifischer Ozean                                                                                | Waikato           | Mercury Islands                                        | 13,0           | (Anmerkung: Region muss geändert werden)                               |  |
| Middle Island (Aldermen Islands)            |    | Pazifischer Ozean                                                                                | Waikato           | The Aldermen Islands                                   | 24,4           |                                                                        |  |
| Mokiiti/Little Moggy Island                 |    | Pazifischer Ozean Stewart Island                                                                 | Southland         | Titi/Muttonbird Islands nordöstlich von Stewart Island | 8,6            |                                                                        |  |
| Mokinui/Big Moggy Island                    |    | Pazifischer Ozean Stewart Island                                                                 | Southland         | Titi/Muttonbird Islands nordöstlich von Stewart Island | 99,0           |                                                                        |  |
| Mokohinau Islands                           |    | Pazifischer Ozean                                                                                | Auckland          |                                                        | 115,7          |                                                                        |  |
| Mokoia Island                               | BI | Lake Rotorua                                                                                     | Bay of Plenty     |                                                        | 135,0          |                                                                        |  |
| Mokopuna Island                             | BI | Wellington Harbour                                                                               | Wellington        |                                                        | 1,0            |                                                                        |  |
| Monkey Island (Neuseeland)                  |    | Te Waewae Bay                                                                                    | Southland         |                                                        | 0,3            |                                                                        |  |
| Motiti Island                               |    | Bay of Plenty                                                                                    | Bay of Plenty     |                                                        | 1.000,0        |                                                                        |  |
| Motuara Island                              | BI | Queen Charlotte Sound                                                                            | Marlborough       |                                                        | 59,0           |                                                                        |  |
| Motuareronui / Adele Island                 |    | Tasman Bay                                                                                       | Tasman            |                                                        | 95,8           |                                                                        |  |
| Motuariki Island                            | BI | Lake Tekapo                                                                                      | Canterbury        |                                                        | 19,0           |                                                                        |  |
| Motuarohia Island                           |    | Bay of Islands                                                                                   | Northland         |                                                        | 63,0           |                                                                        |  |
| Motueka Island                              |    | Pazifischer Ozean                                                                                | Waikato           |                                                        | 6,8            | Pidgeon Island                                                         |  |
| Motuekaiti Island                           |    | Pazifischer Ozean                                                                                | Northland         |                                                        | 3,6            |                                                                        |  |
| Motuhaku Island                             |    | Cradock Channel                                                                                  | Auckland          |                                                        | 37,6           |                                                                        |  |
| Motuharakeke Island                         |    | Pazifischer Ozean                                                                                | Northland         | Cavalli Islands                                        | 4,5            | Flax Island                                                            |  |
| Motuhoropapa Island                         |    | Hauraki Gulf                                                                                     | Auckland          | The Noises                                             | 8,1            |                                                                        |  |
| Motukahaua Island                           |    | Hauraki Gulf                                                                                     | Waikato           | Motukawao Group                                        | 19,8           | Happy Jack Island                                                      |  |
| Motukaraka Island                           |    | Tāmaki Strait                                                                                    | Auckland          |                                                        | 5,5            |                                                                        |  |
| Motukaramarama Island                       |    | Hauraki Gulf                                                                                     | Waikato           | Motukawao Group                                        | 11,5           | Bush Island                                                            |  |
| Motukaramea Island                          |    | Hauraki Gulf                                                                                     | Waikato           |                                                        | 0,9            | Kaikai Islan                                                           |  |
| Motukauere Island                           | BI | Lake Whangape                                                                                    | Waikato           |                                                        | 45,0           |                                                                        |  |
| Motukawaiti Island                          |    | Pazifischer Ozean                                                                                | Northland         | Cavalli Islands                                        | 45,0           | Steep Island                                                           |  |
| Motukawanui Island                          |    | Pazifischer Ozean                                                                                | Northland         | Cavalli Islands                                        | 3.700,0        |                                                                        |  |
| Motukawao Group                             |    | Hauraki Gulf                                                                                     | Waikato           |                                                        | 93,0           |                                                                        |  |
| Motukehua Island                            |    | Pazifischer Ozean                                                                                | Northland         |                                                        | 6,5            | Nops Island                                                            |  |
| Motuketekete Island                         |    | Hauraki Gulf                                                                                     | Auckland          |                                                        | 23,0           |                                                                        |  |
| Motukiekie Island                           |    | Bay of Islands                                                                                   | Northland         |                                                        | 29,0           |                                                                        |  |
| Motukokako Island                           |    | Pazifischer Ozean                                                                                | Northland         |                                                        | 6,9            |                                                                        |  |
| Motukopake Island                           |    | Hauraki Gulf                                                                                     | Waikato           |                                                        | 1,3            |                                                                        |  |
| Motukoranga Island                          |    | Pazifischer Ozean                                                                                | Waikato           |                                                        | 4,0            |                                                                        |  |
| Motukorari Island                           |    | Pazifischer Ozean                                                                                | Northland         |                                                        | 0,7            |                                                                        |  |
| Motukoruenga Island                         |    | Pazifischer Ozean                                                                                | Waikato           |                                                        | 5,4            |                                                                        |  |
| Motukorure Island                           |    | Pazifischer Ozean                                                                                | Waikato           |                                                        | 1,6            | Centre Island                                                          |  |
| Motumakareta Island                         |    | Hauraki Gulf                                                                                     | Waikato           | Motukawao Group                                        | 3,5            |                                                                        |  |
| Motumānawa / Pollen Island                  | BI | Waitematā Harbour                                                                                | Auckland          |                                                        | 67,0           |                                                                        |  |
| Motumorirau Island                          |    | Hauraki Gulf                                                                                     | Waikato           |                                                        | 0,6            | Pauls Island                                                           |  |
| Motunau Island                              |    | Pegasus Bay                                                                                      | Canterbury        |                                                        | 5,9            | Plate Island                                                           |  |
| Motuokino Island                            |    | Hauraki Gulf                                                                                     | Waikato           |                                                        | 1,0            | Shag Rock                                                              |  |
| Motuopao Island                             |    | Tasmansee                                                                                        | Northland         |                                                        | 28,2           |                                                                        |  |
| Motuopao Island                             | BI | Waikareao Estuary                                                                                | Bay of Plenty     |                                                        | 2,4            | Peach Island                                                           |  |
| Motuora Island                              |    | Hauraki Gulf                                                                                     | Auckland          |                                                        | 80,0           |                                                                        |  |
| Motuoruhi Island                            |    | Hauraki Gulf                                                                                     | Waikato           |                                                        | 57,0           | Goat Island                                                            |  |
| Motupapa Island                             |    | Pazifischer Ozean                                                                                | Auckland          | Flax Islands                                           | 1,5            |                                                                        |  |
| Motupohukuo Island                          |    | Hauraki Gulf                                                                                     | Waikato           |                                                        | 2,4            |                                                                        |  |
| Motu Puruhi Island                          |    | Ōtaipango / Henderson Bay                                                                        | Northland         | Simmonds Islands                                       | 3,3            |                                                                        |  |
| Moturaka Island                             |    | Pazifischer Ozean                                                                                | Northland         | Bream Islands                                          | 0,7            |                                                                        |  |
| Moturekareka Island                         |    | Hauraki Gulf                                                                                     | Auckland          |                                                        | 16,0           |                                                                        |  |
| Moturemu Island                             | BI | Kaipara Harbour                                                                                  | Auckland          |                                                        | 5,4            |                                                                        |  |
| Moturua Island (Northland)                  |    | Bay of Islands                                                                                   | Northland         |                                                        | 136,0          |                                                                        |  |
| Moturua Island (Waikato)                    |    | Hauraki Gulf                                                                                     | Waikato           | Motukawao Group                                        | 28,9           | Rabbit Island                                                          |  |
| Moturoa / Rabbit Island                     |    | Tasman Bay                                                                                       | Tasman            |                                                        | 1.500,0        |                                                                        |  |
| Moturoa Islands                             |    | Rangaunu Bay Pazifischer Ozean                                                                   | Northland         |                                                        | 39,9           |                                                                        |  |
| Motutaiko Island (Broken Islands)           |    | Hauraki Gulf                                                                                     | Auckland          | Broken Islands (Hauraki Gulf)                          | 20,0           |                                                                        |  |
| Motutaiko Island (Lake Taupō)               | BI | Lake Taupō                                                                                       | Waikato           |                                                        | 14,2           |                                                                        |  |
| Motutakupu Island (Northland)               |    | Pazifischer Ozean                                                                                | Northland         | Cavalli Islands                                        | 1,0            |                                                                        |  |
| Motutakupu Island (Waikato)                 |    | Hauraki Gulf                                                                                     | Waikato           | Motukawao Group                                        | 0,3            | Gannet Island                                                          |  |
| Motutapere Island (Northland)               |    | Pazifischer Ozean                                                                                | Northland         | Cavalli Islands                                        | 4,9            |                                                                        |  |
| Motutapere Island (Waikato)                 |    | Hauraki Gulf                                                                                     | Waikato           |                                                        | 45,0           |                                                                        |  |
| Motutapu Island                             |    | Hauraki Gulf                                                                                     | Auckland          |                                                        | 1.509,0        |                                                                        |  |
| Motutara Island (Auckland, Inner Channel)   |    | Hauraki Gulf                                                                                     | Auckland          |                                                        | 3,3            |                                                                        |  |
| Motutara Island (Auckland, Maukatia Bay)    |    | Tasmansee                                                                                        | Auckland          |                                                        | 0,1            |                                                                        |  |
| Motutara Island (Northland, Bay of Islands) |    | Bay of Islands                                                                                   | Northland         |                                                        | 0,2            |                                                                        |  |
| Motutara Island (Northland, Ngunguru River) |    | Pazifischer Ozean                                                                                | Northland         |                                                        | 0,8            |                                                                        |  |
| Motutara Island (Northland, Okaituna Bay)   |    | Pazifischer Ozean                                                                                | Northland         |                                                        | 1,5            |                                                                        |  |
| Motutara Island (Northland, Whangaruru Bay) |    | Pazifischer Ozean                                                                                | Northland         |                                                        | 2,7            | Henry Island                                                           |  |
| Motutara Island (Waikato)                   | BI | Whaingaroa Harbour                                                                               | Waikato           |                                                        | 0,0            |                                                                        |  |
| Motutohe Island                             |    | Pazifischer Ozean                                                                                | Northland         |                                                        | 4,8            |                                                                        |  |
| Motuwhakakewa Island                        |    | Hauraki Gulf                                                                                     | Waikato           | Motukawao Group                                        | 1,3            |                                                                        |  |
| Motuwi Island                               |    | Hauraki Gulf                                                                                     | Waikato           | Motukawao Group                                        | 10,5           | Double Island                                                          |  |
| Motuwinukenuke Island                       |    | Hauraki Gulf                                                                                     | Waikato           | Motukawao Group                                        | 2,7            | Square Island                                                          |  |
| Motu Kapiti Island                          |    | Pazifischer Ozean                                                                                | Northland         | Poor Knights Islands                                   | 1,0            |                                                                        |  |
| Moutahiauru Island                          |    | Pazifischer Ozean                                                                                | Gisborne          |                                                        | 1,0            |                                                                        |  |
| Mou Tapu                                    | BI | Lake Wānaka                                                                                      | Otago             |                                                        | 120,0          |                                                                        |  |
| Moutoa Island                               | BI | Whanganui River                                                                                  | Manawatu-Wanganui |                                                        | 2,1            |                                                                        |  |
| Moutohora Island                            |    | Bay of Plenty                                                                                    | Bay of Plenty     |                                                        | 170,0          | Whale Island                                                           |  |
| Moutoki Island                              |    | Bay of Plenty                                                                                    | Bay of Plenty     |                                                        | 5,0            |                                                                        |  |
| Mou Waho                                    | BI | Lake Wānaka                                                                                      | Otago             |                                                        | 140,0          |                                                                        |  |
| Murimotu Island                             |    | Pazifischer Ozean                                                                                | Northland         |                                                        | 8,0            |                                                                        |  |
| Muriwhenua Island                           |    | Pazifischer Ozean                                                                                | Northland         | Marotere Islands und Hen and Chickens Islands          | 2,9            |                                                                        |  |
| N                                           |    |                                                                                                  |                   |                                                        |                |                                                                        |  |
| Nani Island                                 |    | Hauraki Gulf                                                                                     | Auckland          |                                                        | 1,4            |                                                                        |  |
| Native Island                               |    | Paterson Inlet/Whaka a Te Wera Carter Passage Stewart Island                                     | Southland         |                                                        | 64,0           |                                                                        |  |
| Navire Rock                                 |    | Pazifischer Ozean                                                                                | Auckland          | Mokohinau Islands                                      | 0,2            |                                                                        |  |
| Nee Islets                                  | BI | Doubtful Sound/Patea                                                                             | Southland         |                                                        | 6,0            |                                                                        |  |
| Nelson Island (Neuseeland)                  |    | Cradock Channel Port Abercrombie                                                                 | Auckland          |                                                        | 12,7           | Peter Island                                                           |  |
| Nga Horo Island                             |    | Pazifischer Ozean                                                                                | Waikato           | The Aldermen Islands                                   | 3,3            |                                                                        |  |
| Nga Kiore                                   |    | Tasmansee                                                                                        | Marlborough       |                                                        | 0,4            |                                                                        |  |
| Ngamotukaraka Islands                       |    | Pazifischer Ozean                                                                                | Waikato           | Motukawao Group                                        | 4,7            | Three Kings Island                                                     |  |
| Noble Island                                |    | Pazifischer Ozean Stewart Island                                                                 | Southland         |                                                        | 160,0          |                                                                        |  |
| North Island (Southland)                    |    | Foveaux Strait                                                                                   | Southland         | Titi/Muttonbird Islands nordöstlich von Stewart Island | 6,1            |                                                                        |  |
| Nordinsel (Neuseeland)                      |    |                                                                                                  |                   |                                                        | 11372900,0     | nördliche Hauptinsel von Neuseeland – 113.729 km²                      |  |
| Nukutaunga Island                           |    | Pazifischer Ozean                                                                                | Northland         | Cavalli Islands                                        | 11,9           |                                                                        |  |
| Nukuwaiata Island                           |    | Tasmansee                                                                                        | Marlborough       | Chetwode Islands                                       | 187,0          |                                                                        |  |
| O                                           |    |                                                                                                  |                   |                                                        |                |                                                                        |  |
| Oaia Island                                 |    | Tasmansee                                                                                        | Auckland          |                                                        | 0,7            |                                                                        |  |
| Ohakana Island                              | BI | Ōhiwa Harbour                                                                                    | Bay of Plenty     |                                                        | 46,5           |                                                                        |  |
| Ohinau Island                               |    | Pazifischer Ozean                                                                                | Waikato           |                                                        | 39,8           |                                                                        |  |
| Ohinauiti Island                            |    | Pazifischer Ozean                                                                                | Waikato           |                                                        | 4,9            |                                                                        |  |
| Okahu Island                                |    | Bay of Islands                                                                                   | Northland         |                                                        | 21,4           |                                                                        |  |
| Okatakata Islands                           | BI | Rangaunu Harbour                                                                                 | Northland         |                                                        | 93,0           |                                                                        |  |
| Okokewa Island                              |    | Cradock Channel                                                                                  | Auckland          |                                                        | 6,1            | Green Island                                                           |  |
| Omaia Island                                | BI | Rangaunu Harbour                                                                                 | Northland         | Okatakata Islands                                      | 56,0           |                                                                        |  |
| Ōmāui Island                                |    | Foveaux Strait                                                                                   | Southland         |                                                        | 4,2            |                                                                        |  |
| Opahekeheke Island                          | BI | Kaipara Harbour                                                                                  | Auckland          |                                                        | 13,5           |                                                                        |  |
| Opakau Island                               |    | Cradock Channel                                                                                  | Auckland          |                                                        | 2,9            |                                                                        |  |
| Open Bay Islands                            |    | Tasmansee                                                                                        | West Coast        |                                                        | 17,3           |                                                                        |  |
| Otarawhata Island                           |    | Bay of Plenty                                                                                    | Bay of Plenty     |                                                        | 0,5            |                                                                        |  |
| Otata Island                                |    | Hauraki Gulf                                                                                     | Auckland          | The Noises                                             | 14,2           |                                                                        |  |
| Otuhaereroa Island                          |    | Croisilles Harbour Tasman Bay                                                                    | Marlborough       |                                                        | 19,5           |                                                                        |  |
| Otuwhanga Island                            |    | Pazifischer Ozean                                                                                | Northland         |                                                        | 6,0            |                                                                        |  |
| P                                           |    |                                                                                                  |                   |                                                        |                |                                                                        |  |
| Pakatoa Island                              |    | Hauraki Gulf                                                                                     | Auckland          |                                                        | 24,0           |                                                                        |  |
| Pakihi Island                               |    | Tāmaki Strait                                                                                    | Auckland          |                                                        | 114,0          | Sandspit Island                                                        |  |
| Palmers Island                              |    | Pazifischer Ozean                                                                                | Auckland          |                                                        | 1,3            |                                                                        |  |
| Panaki Island                               |    | Pazifischer Ozean                                                                                | Northland         | Cavalli Islands                                        | 13,5           |                                                                        |  |
| Pananehe Island                             |    | Spirits Bay Pazifischer Ozean                                                                    | Northland         |                                                        | 0,7            |                                                                        |  |
| Panatahi Island                             |    | Tasmansee                                                                                        | Auckland          |                                                        | 0,3            |                                                                        |  |
| Papakuri Island                             |    | Hauraki Gulf                                                                                     | Auckland          | Broken Islands (Hauraki Gulf)                          | 0,4            |                                                                        |  |
| Parrot Island                               | BI | Tamatea / Dusky Sound                                                                            | Southland         |                                                        | 40,2           |                                                                        |  |
| Passage Islands (Eastern/Western Passage)   | BI | zw. Eastern Passage und Western Passage                                                          | Southland         |                                                        | 183,4          |                                                                        |  |
| Passage Islands (Dusky Sound)               | BI | Tamatea / Dusky Sound                                                                            | Southland         |                                                        | 18,4           |                                                                        |  |
| Patiti Island                               | BI | Lake Rotomahana                                                                                  | Bay of Plenty     |                                                        | 17,0           |                                                                        |  |
| Pearl Island (Neuseeland)                   |    | Pazifischer Ozean Stewart Island                                                                 | Southland         |                                                        | 510,0          |                                                                        |  |
| Penguin Island (Marlborough)                |    | Tasmansee                                                                                        | Marlborough       |                                                        | 0,5            |                                                                        |  |
| Penguin Island (Waikato)                    |    | Pazifischer Ozean                                                                                | Waikato           |                                                        | 8,8            |                                                                        |  |
| Pigeon Island/Wāwāhi Waka                   | BI | Lake Wakatipu                                                                                    | Otago             |                                                        | 173,0          |                                                                        |  |
| Pig Island/Mātau                            | BI | Lake Wakatipu                                                                                    | Otago             |                                                        | 117,0          |                                                                        |  |
| Pig Island (Southland)                      |    | Foveaux Strait                                                                                   | Southland         |                                                        | 13,9           |                                                                        |  |
| Pitokuku Island                             |    | Pazifischer Ozean                                                                                | Auckland          |                                                        | 13,9           |                                                                        |  |
| Pohowaitai Island                           |    | Pazifischer Ozean                                                                                | Southland         | Titi/Muttonbird Islands südwestlich von Stewart Island | 32,2           |                                                                        |  |
| Pomatakiarehua Island                       |    | Pazifischer Ozean                                                                                | Southland         | Breaksea Islands (Neuseeland)                          | 2,6            |                                                                        |  |
| Ponui Island / Chamberlins Island           |    | Hauraki Gulf                                                                                     | Auckland          |                                                        | 1.800,0        | Chamberlins Island                                                     |  |
| Pomona Island (Neuseeland)                  | BI | Lake Manapouri                                                                                   | Southland         |                                                        | 262,0          |                                                                        |  |
| Poor Knights Islands                        |    | Pazifischer Ozean                                                                                | Northland         |                                                        | 271,0          |                                                                        |  |
| Popotai Island                              |    | Tasmansee                                                                                        | West Coast        | Open Bay Islands                                       | 2,6            |                                                                        |  |
| Poroporo Island                             |    | Te Rawhiti Inlet                                                                                 | Northland         |                                                        | 4,5            |                                                                        |  |
| Portland Island (Neuseeland)                |    | Pazifischer Ozean                                                                                | Hawke’s Bay       |                                                        | 172,9          |                                                                        |  |
| Potuatua Island                             |    | Pazifischer Ozean                                                                                | Southland         | Breaksea Islands (Neuseeland)                          | 1,0            |                                                                        |  |
| Pourewa Island                              |    | Pazifischer Ozean                                                                                | Gisborne          |                                                        | 42,0           |                                                                        |  |
| Poutama Island                              |    | Pazifischer Ozean                                                                                | Southland         | Titi/Muttonbird Islands südwestlich von Stewart Island | 40,0           |                                                                        |  |
| Pūangiangi Island                           |    | Tasmansee                                                                                        | Marlborough       | Rangitoto Islands                                      | 61,7           |                                                                        |  |
| Pudding Island                              | BI | Otago Harbour                                                                                    | Otago             |                                                        | 0,9            |                                                                        |  |
| Pukuparara Island                           |    | Pazifischer Ozean                                                                                | Southland         | Titi/Muttonbird Islands südwestlich von Stewart Island | 3,0            |                                                                        |  |
| Puketu Island                               |    | Doubtless Bay Pazifischer Ozean                                                                  | Northland         |                                                        | 1,9            |                                                                        |  |
| Puketutu Island                             | BI | Manukau Harbour                                                                                  | Auckland          |                                                        | 218,0          |                                                                        |  |
| Pukeweka Island                             |    | Pazifischer Ozean                                                                                | Southland         | Titi/Muttonbird Islands südwestlich von Stewart Island | 2,9            |                                                                        |  |
| Pupuha Island                               |    | Pazifischer Ozean                                                                                | Northland         | Marotere Islands und Hen and Chickens Islands          | 1,0            |                                                                        |  |
| Pupuia Island                               | BI | Kaipara Harbour                                                                                  | Northland         |                                                        | 1,2            |                                                                        |  |
| Putauhina Island                            |    | Pazifischer Ozean                                                                                | Southland         | Titi/Muttonbird Islands südwestlich von Stewart Island | 143,4          |                                                                        |  |
| Putauhina Nuggets                           |    | Pazifischer Ozean                                                                                | Southland         | Titi/Muttonbird Islands südwestlich von Stewart Island | 18,4           |                                                                        |  |
| Q                                           |    |                                                                                                  |                   |                                                        |                |                                                                        |  |
| Quail Island (Neuseeland)                   | BI | Lyttelton Harbour                                                                                | Canterbury        |                                                        | 85,7           | (Anmerkung: Name muss korrigiert werden)                               |  |
| Quarantine Island                           | BI | Otago Harbour                                                                                    | Otago             |                                                        | 15,0           |                                                                        |  |
| R                                           |    |                                                                                                  |                   |                                                        |                |                                                                        |  |
| Rabbit Island (Auckland)                    |    | Kawau Bay                                                                                        | Auckland          | Mayne Islands                                          | 1,9            |                                                                        |  |
| Rabbit Island (Waikato)                     |    | Pazifischer Ozean                                                                                | Waikato           |                                                        | 9,4            |                                                                        |  |
| Rahomaunu Island                            |    | Pazifischer Ozean                                                                                | Northland         |                                                        | 3,2            |                                                                        |  |
| Rainbow Isles                               |    | Pazifischer Ozean                                                                                | Otago             |                                                        | 2,2            |                                                                        |  |
| Rakaia Island                               | BI | Rakaia River                                                                                     | Canterbury        |                                                        | 3.316,0        |                                                                        |  |
| Rakino Island                               |    | Hauraki Gulf                                                                                     | Auckland          |                                                        | 150,0          |                                                                        |  |
| Rakitu Island                               |    | Pazifischer Ozean                                                                                | Auckland          |                                                        | 329,0          | Arid Island                                                            |  |
| Rangiahua Island                            |    | Hauraki Gulf                                                                                     | Auckland          | Broken Islands (Hauraki Gulf)                          | 61,0           | Flat Island                                                            |  |
| Rangipukea Island                           |    | Hauraki Gulf                                                                                     | Waikato           |                                                        | 34,7           |                                                                        |  |
| Rangitoto Island                            |    | Hauraki Gulf                                                                                     | Auckland          |                                                        | 2.311,0        |                                                                        |  |
| Rangitoto Islands                           |    | Tasmansee                                                                                        | Marlborough       |                                                        | 228,6          |                                                                        |  |
| Rangitoto ki te Tonga/D’Urville Island      |    | Tasmansee                                                                                        | Marlborough       |                                                        | 16.300,0       | früher D’Urville Island                                                |  |
| Raratoka Island                             |    | Foveaux Strait                                                                                   | Southland         |                                                        | 86,0           | Centre Island                                                          |  |
| Rat Island (Northland)                      | BI | Whangārei Harbour                                                                                | Northland         |                                                        | 8,5            |                                                                        |  |
| Rat Island (Southland)                      |    | Pazifischer Ozean                                                                                | Southland         |                                                        | 11,9           |                                                                        |  |
| Red Mercury Island                          |    | Pazifischer Ozean                                                                                | Waikato           | Mercury Islands                                        | 225,0          | Whakau                                                                 |  |
| Rerewhakaupoko Island                       |    | Pazifischer Ozean                                                                                | Southland         | Titi/Muttonbird Islands südwestlich von Stewart Island | 30,0           |                                                                        |  |
| Resolution Island (Neuseeland)              | BI | Te Puaitaha / Breaksea Sound Acheron Passage Tamatea / Dusky Sound                               | Southland         |                                                        | 20.800,0       |                                                                        |  |
| Rocky Island (Neuseeland)                   |    | Pazifischer Ozean                                                                                | Northland         |                                                        | 1,9            |                                                                        |  |
| Rona Island                                 | BI | Lake Manapouri                                                                                   | Southland         |                                                        | 55,7           |                                                                        |  |
| Rotoroa Island                              |    | Hauraki Gulf                                                                                     | Auckland          |                                                        | 89,7           |                                                                        |  |
| Round Island (Preservation Inlet)           | BI | Rakituma / Preservation Inlet                                                                    | Southland         |                                                        | 2,1            |                                                                        |  |
| Ruapuke Island                              |    | Foveaux Strait Pazifischer Ozean                                                                 | Southland         |                                                        | 1.600,0        |                                                                        |  |
| Ruby Island                                 | BI | Lake Wānaka                                                                                      | Otago             |                                                        | 3,0            |                                                                        |  |
| Rugged Islands                              |    | Pazifischer Ozean                                                                                | Southland         |                                                        | 38,4           |                                                                        |  |
| Rukawahakura Island                         |    | Pazifischer Ozean                                                                                | Southland         | Breaksea Islands (Neuseeland)                          | 22,9           |                                                                        |  |
| Ruamahuaiti Island                          |    | Pazifischer Ozean                                                                                | Waikato           | The Aldermen Islands                                   | 28,4           |                                                                        |  |
| Ruamahuanui Island                          |    | Pazifischer Ozean                                                                                | Waikato           | The Aldermen Islands                                   | 30,6           |                                                                        |  |
| Rurima Island                               |    | Bay of Plenty                                                                                    | Bay of Plenty     |                                                        | 600,0          |                                                                        |  |
| S                                           |    |                                                                                                  |                   |                                                        |                |                                                                        |  |
| Seal Island (Neuseeland)                    |    | Tasmansee                                                                                        | West Coast        |                                                        | 2,2            |                                                                        |  |
| Seal Islands (Neuseeland)                   | BI | Tamatea / Dusky Sound, Tasmansee                                                                 | Southland         |                                                        | 38,0           |                                                                        |  |
| Secretary Island                            | BI | Doubtful Sound/Patea Te Awa-o-Tū / Thompson Sound                                                | Southland         |                                                        | 8.100,0        |                                                                        |  |
| Seymour Island (Southland)                  | BI | Pendulo Reach                                                                                    | Southland         |                                                        | 2,9            |                                                                        |  |
| Shelter Islands (Neuseeland)                | BI | Doubtful Sound/Patea                                                                             | Southland         |                                                        | 19,5           |                                                                        |  |
| Shoe Island (Neuseeland)                    |    | Pazifischer Ozean                                                                                | Waikato           |                                                        | 44,8           | Motuhoa                                                                |  |
| Silver Island                               | BI | Lake Hāwea                                                                                       | Otago             |                                                        | 24,5           |                                                                        |  |
| Simmonds Islands                            |    | Ōtaipango / Henderson Bay                                                                        | Northland         |                                                        | 6,4            |                                                                        |  |
| Slipper Island                              |    | Pazifischer Ozean                                                                                | Waikato           |                                                        | 244,0          | Whakahau                                                               |  |
| Südinsel (Neuseeland)                       |    |                                                                                                  |                   |                                                        | 15043700,0     | südliche Hauptinsel von Neuseeland – 150.437 km²                       |  |
| South Islets                                |    | Foveaux Strait Pazifischer Ozean                                                                 | Southland         |                                                        | 14,7           |                                                                        |  |
| Sphinx Rocks                                |    | Pazifischer Ozean                                                                                | Auckland          | Flax Islands                                           | 0,7            |                                                                        |  |
| Stanley Island                              |    | Pazifischer Ozean                                                                                | Waikato           | Mercury Islands                                        | 100,0          | Kawhitu                                                                |  |
| Steep-to Island                             | BI | Rakituma / Preservation Inlet                                                                    | Southland         |                                                        | 57,4           |                                                                        |  |
| Stephens Island (Neuseeland)                |    | Tasmansee                                                                                        | Marlborough       |                                                        | 184,0          | Takapourewa                                                            |  |
| Stevensons Island                           | BI | Lake Wānaka                                                                                      | Otago             |                                                        | 65,0           |                                                                        |  |
| Stewart Island                              |    | Pazifischer Ozean                                                                                | Southland         |                                                        | 168000,0       | drittgrößte Insel des Landes                                           |  |
| Sugarloaf Island (Neuseeland)               |    | Rangaunu Bay Pazifischer Ozean                                                                   | Northland         |                                                        | 1,4            |                                                                        |  |
| T                                           |    |                                                                                                  |                   |                                                        |                |                                                                        |  |
| Taieri Island/Moturata                      |    | Pazifischer Ozean                                                                                | Otago             |                                                        | 5,6            |                                                                        |  |
| Taitomo Island                              |    | Tasmansee                                                                                        | Auckland          |                                                        | 3,1            |                                                                        |  |
| Takangaroa Island                           |    | Kawau Bay                                                                                        | Auckland          | Mayne Islands                                          | 4,2            |                                                                        |  |
| Takawini Island                             |    | Pazifischer Ozean                                                                                | Southland         | Breaksea Islands (Neuseeland)                          | 1,5            |                                                                        |  |
| Tamaitemioka Island                         |    | Pazifischer Ozean                                                                                | Southland         | Titi/Muttonbird Islands südwestlich von Stewart Island | 12,4           |                                                                        |  |
| Tarahiki Island                             |    | Hauraki Gulf                                                                                     | Auckland          |                                                        | 6,0            | Shag Island                                                            |  |
| Tarakanahi Island                           |    | Pazifischer Ozean                                                                                | Northland         | Bream Islands                                          | 0,8            |                                                                        |  |
| Tataweka Island                             |    | Hauraki Gulf                                                                                     | Waikato           |                                                        | 1,8            |                                                                        |  |
| Taukihepa/Big South Cape Island             |    | Pazifischer Ozean                                                                                | Southland         | Titi/Muttonbird Islands südwestlich von Stewart Island | 939,0          |                                                                        |  |
| Terakautuhaka Island                        |    | Ōtaipango / Henderson Bay                                                                        | Northland         | Simmonds Islands                                       | 2,6            |                                                                        |  |
| Taranga Island                              |    | Pazifischer Ozean                                                                                | Northland         | Hen and Chickens Islands                               | 520,0          |                                                                        |  |
| Taumaka Island                              |    | Tasmansee                                                                                        | West Coast        | Open Bay Islands                                       | 14,7           |                                                                        |  |
| Tawhiti Rahi Island                         |    | Pazifischer Ozean                                                                                | Northland         | Poor Knights Islands                                   | 163,0          |                                                                        |  |
| Te Haupa Island                             |    | Hauraki Gulf                                                                                     | Auckland          |                                                        | 4,0            | Saddle Island                                                          |  |
| Te Hauturu-o-Toi / Little Barrier Island    |    | Hauraki Gulf Pazifischer Ozean                                                                   | Auckland          |                                                        | 2.817,0        |                                                                        |  |
| Te Kakaho Island                            |    | Tasmansee                                                                                        | Marlborough       | Chetwode Islands                                       | 86,0           |                                                                        |  |
| Te Motu Island                              | BI | Kawhia Harbour Tasmansee                                                                         | Waikato           |                                                        | 15,8           |                                                                        |  |
| Te Motu-o-Kura / Bare Island                |    | Pazifischer Ozean                                                                                | Hawke’s Bay       |                                                        | 12,0           |                                                                        |  |
| Te Wakatehaua Island                        |    | Tasmansee                                                                                        | Northland         |                                                        | 7,1            |                                                                        |  |
| The Aldermen Islands                        |    | Pazifischer Ozean                                                                                | Waikato           |                                                        | 109,1          |                                                                        |  |
| The Brothers (Southland)                    |    | Pazifischer Ozean                                                                                | Southland         |                                                        | 4,7            |                                                                        |  |
| The Brothers (Cook Strait)                  |    | Cook Strait                                                                                      | Marlborough       |                                                        | 8,5            |                                                                        |  |
| The Haystack                                |    | Tasmansee                                                                                        | Marlborough       | Chetwode Islands                                       | 0,4            | Motureka                                                               |  |
| The Noises                                  |    | Hauraki Gulf                                                                                     | Auckland          |                                                        | 24,0           |                                                                        |  |
| The Spire                                   |    | Pazifischer Ozean                                                                                | Waikato           | The Aldermen Islands                                   | 2,8            |                                                                        |  |
| Tia Island                                  |    | Pazifischer Ozean                                                                                | Southland         |                                                        | 18,8           |                                                                        |  |
| Tiheru Island                               |    | Pazifischer Ozean                                                                                | Northland         |                                                        | 0,6            |                                                                        |  |
| Timore Island                               |    | Pazifischer Ozean                                                                                | Southland         | Boat Group                                             | 5,1            |                                                                        |  |
| Tinui Island                                |    | Tasmansee                                                                                        | Marlborough       | Rangitoto Islands                                      | 92,8           |                                                                        |  |
| Tiritiri Matangi Island                     |    | Hauraki Gulf                                                                                     | Auckland          |                                                        | 220,0          |                                                                        |  |
| Titipu Island                               | BI | Kaipara Harbour                                                                                  | Northland         |                                                        | 2,5            |                                                                        |  |
| Titi/Muttonbird Islands                     |    | Pazifischer Ozean                                                                                | Southland         |                                                        |                | fünf Gruppen von Inseln um Stewart Island                              |  |
| Tonga Island                                |    | Tasman Bay Tasmansee                                                                             | Tasman            |                                                        | 8,7            |                                                                        |  |
| Tree Island (Neuseeland)                    | BI | Lake Wakatipu                                                                                    | Otago             |                                                        | 1,4            |                                                                        |  |
| Trio Islands (Neuseeland)                   |    | Tasmansee                                                                                        | Marlborough       |                                                        | 17,9           | Te Kuru, Kuru Pongi                                                    |  |
| Tui Island                                  | BI | Totara Lagoon                                                                                    | West Coast        |                                                        | 30,5           |                                                                        |  |
| Tuputupungahau Island                       |    | Rangaunu Bay Pazifischer Ozean                                                                   | Northland         |                                                        | 15,8           |                                                                        |  |
| Tuturuowae Island                           |    | Pazifischer Ozean                                                                                | Northland         | Cavalli Islands                                        | 0,6            |                                                                        |  |
| U                                           |    |                                                                                                  |                   |                                                        |                |                                                                        |  |
| Ulva Island                                 | BI | Paterson Inlet/Whaka a Te Wera                                                                   | Southland         |                                                        | 267,0          |                                                                        |  |
| Uretara Island                              | BI | Ōhiwa Harbour                                                                                    | Bay of Plenty     |                                                        | 69,4           |                                                                        |  |
| V                                           |    |                                                                                                  |                   |                                                        |                |                                                                        |  |
| Victory Island (Moutiti)                    |    | Tasmansee                                                                                        | Marlborough       |                                                        | 13,0           | Moutiti                                                                |  |
| W                                           |    |                                                                                                  |                   |                                                        |                |                                                                        |  |
| Waewaetorea Island                          |    | Bay of Islands                                                                                   | Northland         |                                                        | 50,0           |                                                                        |  |
| Waiheke Island                              |    | Hauraki Gulf Tāmaki Strait                                                                       | Auckland          |                                                        | 9.200,0        |                                                                        |  |
| Waimate Island                              |    | Hauraki Gulf                                                                                     | Waikato           |                                                        | 72,5           |                                                                        |  |
| Waipapa Island                              |    | Pazifischer Ozean                                                                                | Waikato           |                                                        | 4,6            |                                                                        |  |
| Waiwiri Island                              |    | Pazifischer Ozean                                                                                | Northland         |                                                        | 1,1            |                                                                        |  |
| Wakaterepapanui Island                      |    | Tasmansee                                                                                        | Marlborough       | Rangitoto Islands                                      | 72,3           |                                                                        |  |
| Walker Island (Neuseeland)                  | BI | Rangaunu Harbour                                                                                 | Northland         |                                                        | 22,0           | (Anmerkung: Name muss geändert werden)                                 |  |
| Wall Island (Neuseeland)                    |    | Tasmansee                                                                                        | West Coast        |                                                        | 0,9            |                                                                        |  |
| Wareware Island                             |    | Pazifischer Ozean                                                                                | Northland         | Marotere Islands und Hen and Chickens Islands          | 2,8            |                                                                        |  |
| Weka Island                                 |    | Pazifischer Ozean                                                                                | Southland         |                                                        | 6,6            |                                                                        |  |
| Wekarua Island (Sugar Loaf)                 |    | Pazifischer Ozean                                                                                | Northland         |                                                        | 3,0            | Sugar Loaf                                                             |  |
| Wekarua Island (Waikato)                    |    | Hauraki Gulf                                                                                     | Waikato           |                                                        | 6,0            |                                                                        |  |
| Weka or Long Island                         | BI | Rakituma / Preservation Inlet                                                                    | Southland         |                                                        | 102,8          |                                                                        |  |
| Whakaari / White Island                     |    | Bay of Plenty                                                                                    | Bay of Plenty     |                                                        | 325,0          |                                                                        |  |
| Whanganui Island                            |    | Coromandel Harbour Hauraki Gulf                                                                  | Waikato           |                                                        | 297,0          |                                                                        |  |
| Whangara Island (Cliff Island)              |    | Hauraki Gulf                                                                                     | Auckland          |                                                        | 5,7            | Cliff Island                                                           |  |
| Whangara Island (Gisborne)                  |    | Pazifischer Ozean                                                                                | Gisborne          |                                                        | 4,4            |                                                                        |  |
| Wharepuaitaha Island                        |    | Pazifischer Ozean                                                                                | Southland         | Breaksea Islands (Neuseeland)                          | 17,0           |                                                                        |  |
| Whatupuke Island                            |    | Pazifischer Ozean                                                                                | Northland         | Marotere Islands und Hen and Chickens Islands          | 97,0           |                                                                        |  |
| White Island (Otago)                        |    | Pazifischer Ozean                                                                                | Otago             |                                                        | 0,1            |                                                                        |  |
| Wiroa Island                                | BI | Manukau Harbour                                                                                  | Auckland          |                                                        | 38,7           |                                                                        |  |
| Womens Island                               |    | Pazifischer Ozean                                                                                | Southland         | Titi/Muttonbird Islands nordöstlich von Stewart Island | 8,0            |                                                                        |  |

## New Zealand Offshore Islands
Neuseeland verwaltet diese Inseln außerhalb des Hauptarchipels. Nur die Chatham Islands sind dauerhaft bewohnt.
- Chatham Islands
  - Chatham Island
  - Forty-Fours
  - Little Mangere Island
  - Mangere Island
  - Pitt Island
  - The Castle
  - The Pyramid
  - The Sisters
  - South East Island
  - Star Keys
- Kermadec Islands
  - Cheeseman Island
  - Curtis Island
  - L’Esperance Rock
  - Macauley Island
  - Raoul Island
- Solander Islands
- Three Kings Islands

Neuseeländische Subantarktische Inseln
- Antipodes Islands
  - Antipodes Island
  - Bollons Island
- Auckland Islands
  - Adams Island
  - Auckland Island
  - Disappointment Island
  - Enderby Island
- Bounty Islands
- Campbell Island
- Dent Island
- Folly Island
- Jacquemart Island
- Snares Islands
  - Broughton Island
  - North East Island

## Selbstverwaltete Territorien
Diese politisch von Neuseeland abhängigen Gebiete werden geografisch nicht als Bestandteil Neuseelands angesehen:
- Cookinseln
  - Aitutaki
  - Atiu
  - Mangaia
  - Manihiki
  - Manuae
  - Mauke
  - Mitiaro
  - Nassau
  - Palmerston
  - Penrhyn Island/Tongareva
  - Pukapuka
  - Rakahanga
  - Rarotonga
  - Suwarrow
  - Takutea
- Niue
- Tokelau
  - Atafu
  - Nukunonu
  - Fakaofo

## Ross-Nebengebiet
Neuseeland erhebt völkerrechtlich nicht anerkannte Ansprüche auf das Ross-Nebengebiet in der Antarktis. Dazu gehören folgende Inseln:
- Balleny Islands
  - Buckle Island
  - Sabrina Island
  - Sturge Island
  - Young Island
- Coulman Island
- Dellbridge Islands
- Roosevelt Island
- Ross Island
- Scott Island